# Pinguicula primuliflora
Pinguicula primuliflora ist eine fleischfressende Pflanze aus der Gattung der Fettkräuter (Pinguicula). Die Art ist in den südöstlichen USA beheimatet. Auffällig ist ihre dekorative, mehrfarbige Blüte, die an die Blüte einer Primel erinnert.

## Beschreibung

### Habitus
Pinguicula primuliflora bildet eine bodenständige Rosette aus acht bis sechzehn Blättern mit zahlreichen einfachen, kurzen und fadenförmigen Wurzeln. Die fleischigen Blätter sind länglich-rund, sie erreichen eine Länge von 40 bis 80 (selten 25 bis 90) Millimetern und eine Breite von 10 bis 20 (5 bis 25) Millimetern. Ein Hibernakel zur Überwinterung fehlt.

### Blüten und Früchte
Blütezeit ist zwischen Februar und April. Die pro Pflanze zwei bis vier (ein bis sechs) aufrechten Blütenstandsachsen sind 90 bis 170 (80 bis 280) Millimeter lang und tragen eine endständige Einzelblüte. 
Die Blüten erreichen einschließlich des Sporns eine Länge zwischen 17 und 24 (15 bis 26) Millimetern. Das obere Kelchblatt ist dreiteilig gelappt, die breit eiförmig-länglichrunden Lappen sind am äußersten Ende abgerundet, 4 bis 6 Millimeter lang und 2 bis 3 Millimeter breit. Das untere Kelchblatt ist zweiteilig, die breit eiförmig-dreieckigen Lappen sind am äußersten Ende abgerundet und rund 3 Millimeter lang. Die flach ausgebreiteten Kronblätter sind weiß und violett bis himmelblau gefärbt und tragen einen gelben Schlundfleck, die Lappen des oberen wie unteren Kronblattes sind annähernd gleichgestaltet umgekehrt-eiförmig bis annähernd rund, 10 bis 13 (selten ab 8) Millimeter lang und 10 bis 14 Millimeter breit, das untere dreiteilig gelappt. Der Gaumen ist zapfenförmig zugespitzt und ragt deutlich aus dem Schlund hervor. Die annähernd zylindrische Kronröhre ist im Innern behaart, 4 bis 6 (selten bis 8) Millimeter lang und 3 bis 5 Millimeter breit. Der in stumpfem Winkel von 135 bis 150 Grad von ihr abgehende, annähernd zylindrische und kaum behaarte Sporn erreicht eine Länge von 3 bis 4 (2 bis 5) Millimetern.
Die bis zu 2 Millimeter langen Staubfäden sind weißlich, die Staubbeutel gelb. Der Fruchtknoten ist annähernd rund, die weiße Narbe zweigelappt.
Die abgeflacht-runden Kapselfrüchte erreichen einen Durchmesser von rund 5 Millimetern. Die zahlreichen Samen sind 0,5 bis 0,7 Millimeter lang. Die Chromosomenzahl beträgt 2n=32.

## Verbreitung, Habitat, Gefährdung
Pinguicula primuliflora ist ausschließlich im Südosten der USA beheimatet (Mississippi, Alabama, Georgia, Florida). Sie besiedelt dort feuchte Standorte ohne stehende Nässe, durchaus auch in beschatteter Lage, selten auch feuchte, sandige Böden der pine-lands. Sie ist, je nach Standort, unter anderem vergesellschaftet mit Torfmoos- und Pallavicinia-Arten oder -in Straßengräben- mit Eriocaulon, Sonnentau und Moosfarnen anzutreffen.

## Systematik
Pinguicula primuliflora wurde 1957 von Carroll Emory Wood und Robert Kenneth Godfrey erstbeschrieben, das Artepitheton verweist auf die typisch primelähnliche Blüte. In seiner Monographie zur Gattung platzierte Casper sie in der Sektion Isoloba.